# J.B.
J.B.是一个由美国著名剧作家和诗人阿奇博尔德·麦克利什的戏剧。戏剧经历了几个改编，然后才终于出版。麦克利什的工作开始于1953年，一开始作为一个一幕的剧本，但在三年内扩大到一个完整的三幕手稿。